# Синеморец
Синемо̀рец е село в Югоизточна България, област Бургас, община Царево, при устието на река Велека.

## География
Селото се намира на 5 км северно от защитената местност Силистар, на 11 км северно от с. Резово, на 6 км южно от Ахтопол, на 20 км от общинския център Царево, на 35 км от Приморско и на 82 км от областния център Бургас.
Разположено е върху полуостров, южно от устието на р. Велека, пред което има широк залив. Естуарът на реката при вливането си образува красива пясъчна коса, която е позната като плажна ивица Косата или северния плаж на Синеморец. Североизточно от селото се намират заливът Свети Яни (с рибарски пристан) и скалистата местност Корабите, за която има легенда, че там някога са разбивали старите и ненужни кораби.
Източно от Синеморец, във високата част на полуострова, е местността Поляните, застроена с нови хотели. Южно от нея е залив Бутамята (Потамята) – южният плаж на Синеморец. На юг от Бутамята се стига до залива Липите с красив плаж, местността Каньона с характерни скални образувания (Скалата на Сизиф, Пещерата на гълъбите и Разделената канара), нос Листи и залива Листи. Може да видите 360°-панорама от плаж Бутамята през юли тук.
Територията южно от Синеморец до с. Резово е заета от защитената местност Силистар. Тя е крайбрежна влажна зона със запазена типична лонгозна гора. По дюните и скалите около Силистар гнездят редки и защитени птици.

## История
Селото носи имената Каландзой, Галанджа, Каланджа, Каланча до 1934 г., Синьоморец (1934 – 1966), Синеморец от 1966 г.
Недалеч от Синеморец при подводни проучвания в залива Потамята са открити керамични фрагменти от V – IV век пр.н.е. и от Средновековието. При подводни проучвания са открити котви и оловна обшивка на древен кораб. На полуострова има тракийски надгробни могили и малка крепост.
Най-старият писмен извор за Синеморец датира от 1498 г. В този документ за търговия със сол са изброени 19 семейства. Сред универсалните православни имена няколко пъти четем и характерното българско и гръцко име Манол. През XVII век селото е включено в данъчен регистър на каазата (окръг) Анхиало, отново в състава на нахията (околия) на Агатопол. Името му фигурира в картата на Османската империя от немския географ Кристиян Готлиб Райнхард, отпечатана в 1821 г.
Южно от Синеморец – в днешната защитена местност Силистар, е съществувало селище, наричано Силистар, Силистарски юрт или само Юрт (Юрта), населено с българи и изоставено от тях след 1849 г. В крайбрежна Каланча приижда население от Юрта, като издига църква (параклис) „Св. Йоан Продром“ през 1894 г. След нейното обновяване в наши дни църквата е наречена „Свети Георги“. На интересната икона „Свети Модест“ патронът св. Георги – покровител на земеделците и овчарите, е изобразен между 2 дървета над орач с волове, овчар със стадо, кон и бивол. Впрегатните животни и дърветата са изобразени, защото тамошните обитатели са се занимавали с превозване на дървен материал. Това се споменава и от Броняр, според който в 1786 г. Каланджа имала 17 къщи. Те са останали вероятно след поредното изселване към вътрешността на Странджа, предизвикано от нападенията на лази – кавказки пирати, за които се говори в местните предания.
След Освобождението в 1878 г. Синеморец остава в Османската империя. Освободено е през Балканската война. Там се заселват българи бегълци от Одринска Тракия, повечето от с. Блаца (днес в Турция). Населението е заето със земеделие, скотовъдство и въглищарство. През 1930-те години въглищарите са обединени в горската кооперация „Въглен“. Според данни от 1914 г. в района на Синеморец е имало 190 хил. дка гори. През 1926 г. в селото имало 59 къщи и 260 жители, от които 174 преселници, главно от Блаца.
Училище в село Синеморец има от учебната 1920/1921 г. До 1924 г. то се помещава в първия етаж на частна къща. През учебната 1931/1932 г. се премества в изоставена гръцка къща – ремонтирана и преустроена. В същата сграда живеят и учителите. Обхванати са всички подлежащи на обучение от първо до четвърто отделение деца. Училището притежава ниви, които отдава под наем, а приходите служат за издръжката му. От 1955 г. училището се помещава в новопостроена за целта сграда. През 1972 г. поради намалелия брой на децата училището е закрито и учениците са пренасочени в училище в град Ахтопол.

## Археологически находки
През 2006 г. в могила край Синеморец, над устието на р. Велека, е открито златно тракийско съкровище от проф. Даниела Агре. Находката съдържа златна огърлица с бича глава (сериозно повредена вероятно при изгарянето на клада на знатна тракийка) и златни наушници във формата на колесници с богинята Нике, управляваща 2 коня. Само едната от тях е добре запазена, другата се нуждае от сериозна реставрация.
Сред откритията са още златна пластина – плочка от диадема с надпис „Деметриус направи“, сребърни дискове, които по всяка вероятност са били част от ритуално облекло, както и керамична антропоморфна скулптурка, която от едната страна изобразява мъжка фигура с подчертани мъжки полови белези, а от другата – с женски. От могилата са изровени общо около 160 златни предмета.
Археолозите са на мнение, че в могилата е кремирана знатна особа и затова част от предметите са обгорени. Вероятно това е погребение на жрица с аристократично положение. Открити са и керамични плочки с изображение на богинята-майка, почитана от траките. Намерените предмети са от III в. пр.н.е. и са изложени в Общинския исторически музей в Царево.

## Празник
Празник на Синеморец до 2015 г. се празнува всяка събота преди деня на св. Петка Търновска 14 октомври, което е и патронният празник на селището. Празникът на селото се отбелязва на 6 септември от 2015 г.